# Papa Aniceto
Aniceto (em grego, Ανίκητος, Aníketos) foi o décimo primeiro papa católico, entre 154 e 166. Pensa-se que tenha nascido em Emesa (atual Homs) na Síria. Como pontífice, Aniceto destaca-se por ter sido o primeiro papa a condenar oficialmente uma doutrina como heresia, em concreto o montanismo.
Deparou-se com a heresia do Gnosticismo, o racionalismo cristão, uma supervalorização do conhecimento, onde bastava isso para a Salvação. Contou muito com a ajuda do filósofo cristão São Justino e do bispo Policarpo. Auxiliado por esses doutores, combateram esse racionalismo.
Aniceto proibiu ainda os padres de deixar crescer o cabelo, para este não ser um motivo de vaidade. Foi durante o seu pontificado que São Policarpo visitou Roma e juntos discutiram a controvérsia da Páscoa, que atormentava a unidade da Igreja na época.
Pensa-se que Aniceto tenha sido martirizado durante o império de Lúcio Vero, mas não há provas históricas do evento. A data de sua morte é incerta, mas pensa-se que seja dia 16, 17 ou 20 de Abril, embora o último tenha sido escolhido como dia de sua festa litúrgica até os anos 1970, quando foi substituído pelo dia 17 de Abril. O Liber Pontificalis afirma que Aniceto está enterrado no cemitério de Calisto.